# Dziedzictwo Luny
Dziedzictwo Luny (hiszp. Luna, la heredera) – kolumbijska telenowela wyemitowana w latach 2004–2005 przez Caracol.

## Wersja polska
W Polsce telenowela była emitowana w telewizji Zone Romantica. Opracowaniem wersji polskiej zajęło się Studio Company. Autorem tekstu był Michał Marrodan. Lektorem serialu był Tomasz Sandak.

## Obsada
- Gaby Espino jako Luna Mendoza Iparra / Maya Robles / Luna Heredera
- Christian Meier jako Mauricio García-Duque Olazábal
- Aura Cristina Geithner jako Daniela Lombardo Alonso
- Alejandro de la Madrid jako Rodrigo Lombardo Villaverde
- Danilo Santos jako Boris Urrea Macías
- Julio César Luna jako Esteban Lombardo
- Andrea López jako Paloma Lombardo Alonso
- Gustavo Angarita jako Jacinto Mendoza
- Andrea Martinez jako Camila Robles
- Liliana González jako Margarita
- Alina Lozano jako Beatriz
- Jorge Herrera jako Manuel
- Luis Fernando Salas jako Carlos
- Carlos Wilfredo Agon jako Mauricio Lombardo
- Liliana Salazar jako Mónica
- Fernando Solórzano jako Danny
- Armando Gutiérrez jako Ramiro
- Mauricio Jaramillo jako Carlos
- Jimmy Vásquez jako Lucio
- Brian Martinez jako Jorge
- Saín Castro jako Silvio
- Rita Bendek jako Carlota de Lombardo
- Marta Liliana Ruiz jako Susana
- Naren Daryanani jako Andrés
- Bianca Arango jako Katia
- Alejandra Sandoval jako Alicia Garcia
- Aura Helena Prada jako Elena
- Vicky Hernández jako Doña Victoria
- Fernando Lara jako Benito
- Gloria Montoya jako Pilar
- Raúl Gutiérrez jako Valencia
- Juan David Sánchez jako Primo
- Didier van der Hove jako Erick
- David Escobar jako Rodolfo